# Hormizd II.
Hormizd II. bio je od 302. do 309. Veliki kralj Perzije iz dinastije Sasanida.
Hormizd je bio sin kralja Narseha koga je i naslijedio na prijestolju. Zbog vanjskopolitičkih razloga oženio se s jednom kušanskom princezom. Za njegove vladavine nije bilo većih ratova iako neki kasniji izvori tvrde suprotno. Hormizd je prema njima navodno ratovao protiv Rima. Prema kršćanima je bio tolerantan. O njegovoj je vladavini inače jedva nešto poznato. Kad je godine 309. umro došlo je do žestokih borbi za prijestolje. Njegov istoimeni sin nije mogao zavladati nego je moćno plemstvo za kralja postavilo Šapura II., jednoga od najznačajnijih sasanidskih vladara.